# Dalby (Dania Południowa)
Dalby – miasto w Danii, w regionie Dania Południowa, w gminie Kerteminde.